# Minilimosina sclerophallus
Minilimosina sclerophallus är en tvåvingeart som beskrevs av Marshall 1985. Minilimosina sclerophallus ingår i släktet Minilimosina och familjen hoppflugor.
Artens utbredningsområde är Venezuela. Inga underarter finns listade i Catalogue of Life.